# Produktlivscykeln

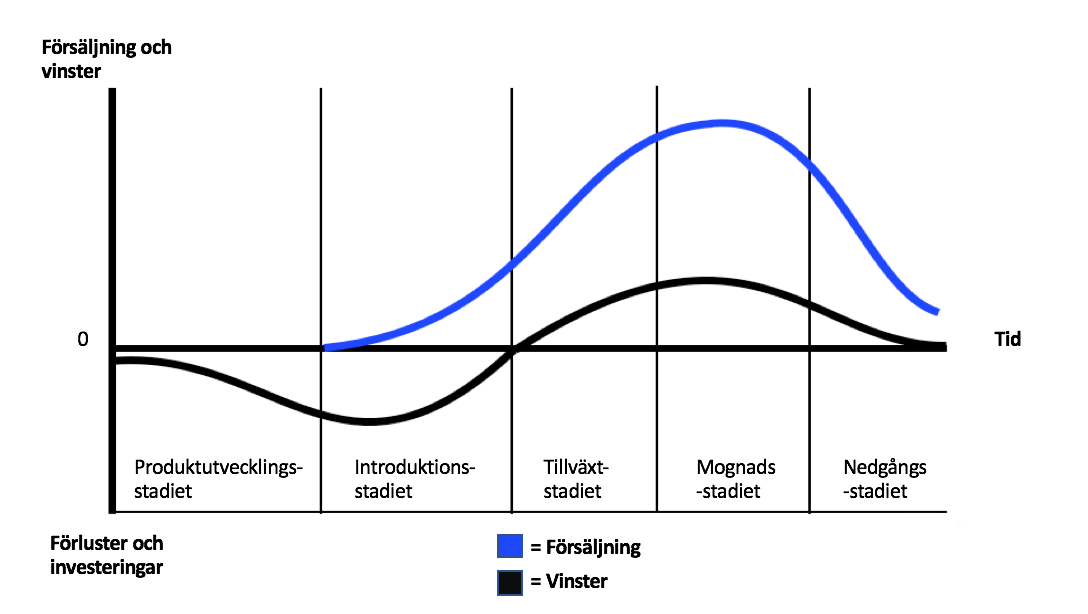

Produktlivscykeln visar hur en produkt utvecklas över tid på marknaden.
Produktlivscykeln delas vanligtvis in i fem olika stadier: produktutvecklingsstadiet, introduktionsstadiet, tillväxtstadiet, mognadsstadiet och nedgångsstadiet. Produkter som finns på marknaden går inte igenom alla stadier lika länge eller på samma sätt. Det finns tre olika kurvor att beskriva utvecklingsriktningen: style(stil), fashion(mode) och fad(fluga).

## Produktutvecklingsstadiet
Första stadiet inom produktlivscykeln börjar då företaget planerar en ny produkt. Under denna period sker ingen försäljning eftersom ingenting har lanserats. 

## Introduktionsstadiet
Introduktionsstadiet är det första stadiet som en produkt hamnar i när den släpps på marknaden för första gången. I detta stadium av produktlivscykeln har produkten oftast höga marknadsföringskostnader.  Målet är att få innovatörer (early adopters) att köpa produkten så fort som möjligt och därmed ge en snabb spridning och en bred kundbas från början. Det kan vara så att det finns få konkurrenter vid en introduktion då produkten precis har släpps på marknaden och då kan vara unik

## Tillväxtstadiet
När en ny produkt tillfredsställer marknadens behov kommer produkten att inträda i tillväxtstadiet, där försäljningen kommer att stiga snabbt. De tidiga innovatörerna kommer fortsätta att köpa produkten och ytterligare kunder kommer att följa, speciellt om de får höra gynnsamma ord från innovatörerna. Konkurrenter kommer att inträda på marknaden eftersom de är lockade av möjligheten till vinst. Dessa konkurrenter kan komma introducera nya produktfunktioner som då leder till att marknaden expanderar. Priserna kvarstår som innan eller minskar lite. Att utveckla marknaden är fortfarande ett mål, men nu behöver även företaget möta sina konkurrenter och fokusera på att stärka sin produkt och sitt varumärke.
Ett företag använder ett flertal olika strategier för att upprätthålla en snabb tillväxtmarknad så länge som möjligt. De förbättrar produktkvalitet och lägger till nya funktioner och modeller av produkten, samtidigt som man breddar marknaden. Man byter en del annonsering från produktmedvetenhet till produktövertygelse där man fokuserar på att få kunderna att inse att de behöver köpa produkten. Man sänker även priset på produkten i rätt tid för att locka fler kunder.
I tillväxtstadiet står ett företag inför ett val mellan en hög marknadsandel och en hög vinst. Genom att spendera mycket pengar på produktförbättringar, kampanjer och utdelning kan företaget ta en dominant position på marknaden på bekostnad av vinsten på kort sikt, vilket företaget sedan hoppas kunna ta tillbaka i nästa stadium i produktlivscykeln, mognadsstadiet.

## Mognadsstadiet
Då en produkts försäljningstillväxt har börjat saktas ner eller planat ut har den kommit in i mognadsstadiet, vilket är det stadiet i produktlivscykeln då försäljningen når sin topp men också då marknaden börjar bli mättad. Produkten är nu etablerad och igenkänd på marknaden. Då mognadsstadiet varar längre än de andra stadierna är det också det stadium som de flesta produkter befinner sig i samtidigt.
Vid det här laget finns det många företag med många liknande produkter till försäljning, konkurrensen har alltså ökat. Detta leder till att konkurrenterna börjar sänka sina priser, utveckla produkten och istället öka reklam och säljfrämjandet för att fortsätta vara konkurrenskraftiga på marknaden. De ökade kostnaderna minskar i sin tur förtjänsten vilket ofta leder till att några av de svagare konkurrenterna börjar försvinna. Främst de väletablerade finns då kvar på marknaden.
Även om det finns produkter som befinner sig i mognadsstadiet en lång tid utan att utvecklas är de mest framgångsrika produkterna de som utvecklas för att möta de förändrade kundbehoven. För att behålla sin andel av marknaden eller öka försäljningen kan tillverkaren överväga att:
- Öka konsumtionen genom att hitta nya användare och nya marknadssegment för sitt varumärke (modifying the market).
- Förändra egenskaper som kvalitet, funktioner, stil eller förpackning för att locka nya användare (modifying the product).
- Förbättra servicen till kunder, sänka priser, lansera bättre reklam och komma med olika erbjudanden (modifying the marketing mix).[4]

## Nedgångsstadiet
Nedgångsstadiet är det stadiet då produktens försäljning börjar att minska. Nedgångsstadiet kan pågå en kort eller en lång period, och kan också inledas/föregås av en period med stagnation på marknaden. I nedgångsstadiet kan försäljningen sjunka till en väldigt låg nivå där försäljningen fortsätter i många år.
För att företag ska tjäna så mycket pengar som möjligt när en produkt når nedgångsstadiet bör företaget agera och göra ett av följande val:
- Återlansera produkten på marknaden men med någon sorts förändring, och på så sätt nå tillväxtstadiet igen.
- Skära ner produktens kostnader (som t.ex. reklam, underhållningskostnader och säljpersonal) och hoppas på att försäljningen hålls uppe. Om detta lyckas ökar företaget (på kort sikt) sin vinst.
- Att stoppa försäljningen av produkten och sälja det kvarstående lagret till ett annat företag.

## Tre olika varianter av kurvor
Style (stil) - produktlivscykeln kan gå upp och ner under en längre period, till exempel mode som blir populärt igen.
Fashion (mode) - en för närvarande accepterad eller populär stil som växer långsamt, behåller sin popularitet under en period för att sedan sakta minska.
Fad (fluga) - en tillfällig period av ovanligt hög försäljning som drivs av entusiasm hos konsumenterna och en omedelbart ökande popularitet hos produkten eller varumärket. 

## Koppling till Boston-Matrisen
Produktlivscykeln går att koppla till Boston-matrisen genom att de olika stadierna i produktlivscykeln återspeglas i Boston-matrisens fyra olika delar. Generellt brukar man prata om att produkten är ett frågetecken i introduktionsstadiet, en stjärna i tillväxtstadiet, en kassa-ko i mognadsstadiet och en hund i nedgångsstadiet. Undantag finns då vissa produkter kan vara en stjärna redan i introduktionsstadiet. 